# Jerzy Koziołkowski
Jerzy Karol Koziołkowski  (né le 20 mars 1911 à Tarnów en Autriche-Hongrie, auj. Pologne - mort le 27 juillet 1990 ad ibidem) est un officier sous-marinier polonais lors de la Seconde Guerre mondiale.

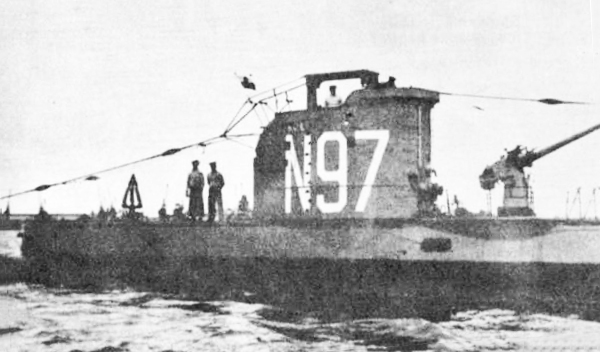
l'ORP Sokół avec l'indicatif britannique N97

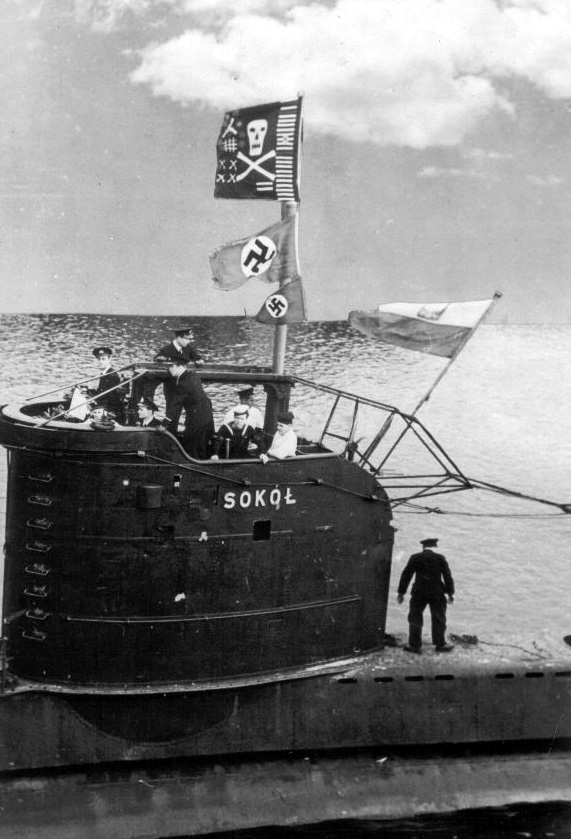
1944

## Biographie
Jerzy Koziołkowski est le fils de Stanisław, ingénieur, employé à la centrale électrique de Tarnów et de Helena Łozińska (morte un an après la naissance de Jerzy). Une fois ses études primaires terminées, il s'installe avec sa famille à Kielce où il obtient son baccalauréat en 1929. Il entre ensuite à l'école navale pour en sortir deuxième de sa promotion trois ans plus tard avec la spécialité de navigation et communication sous-marine. Le 15 août 1932 il est nommé enseigne de vaisseau de deuxième classe et se voit envoyé à la flottille fluviale de Pińsk en tant que commandant de peloton. En 1933, il effectue un stage à l'École d'application des enseignes de vaisseau sur le croiseur-école Jeanne d'Arc.
En 1934, il navigue en tant qu'officier de quart sur le destroyer ORP Wicher lors de sa visite à Leningrad. Puis, il remplit les fonctions d'aide-de-camp du contre-amiral Józef Unrug, alors commandant en chef de la marine polonaise. Le 3 mai 1935 il est promu enseigne de vaisseau de première classe, en même temps, il est envoyé à Toulon pour suivre le cours d'écoute sous-marine au Centre d'études de la Marine. Au mois de septembre de la même année il revient en Pologne pour travailler à la flottille des sous-marins. De mai à juin 1938 il commande le torpilleur ORP Kujawiak servant comme navire-cible pour les sous-marins. En juillet-août 1939, il est de nouveau en France avec pour mission d'acheter de l'armement et de l'équipement pour les sous-marins.
Pendant la campagne de Pologne, il prend part à la défense de Hel, le 11 septembre il arrive à Gdynia en chalutier, la nuit du 13 au 14 il embarque sur chalutier Albatros lequel, sous le commandement du capitaine de frégate Stanisław Hryniewiecki accoste à Riga. Après plusieurs péripéties, il arrive finalement à Aberdeen le 31 décembre 1939. Le 15 janvier 1940, il est affecté sur l'ORP Wilk, le 3 mai de la même année il est promu lieutenant de vaisseau. En septembre 1941, il est affecté à l'ORP Sokół, après le départ du lieutenant de vaisseau Bolesław Romanowski, Koziołkowski devient le commandant en second de son unité. Au mois de mars 1942, il assume la tâche du commandant lors d'une mission pendant le congé de Borys Karnicki.
Le 18 août 1942, Jerzy Koziołkowski est nommé commandant de l'ORP Sokół et participe aux opérations dans la mer Méditerranée au sein de la 10e Flottille de Malte, puis de la 1re Flottille de Beyrouth. Il prend part aux blocus de ports italiens lors du débarquement en Sicile, pour entrer, le 12 septembre 1943 au port de Brindisi en tant que premier navire allié et recevoir la capitulation des autorités locales. Le 7 octobre de la même année, il envoie par le fond le transport de troupes allemand Eridania (7 094 tonneaux), c'est le plus grand navire coulé par la marine polonaise. De retour en Grande-Bretagne fin mars 1944, le Sokół est envoyé en réparation, après laquelle il patrouille au large de la Norvège. Le 12 décembre Koziołkowski devient l'adjoint au chef du Centre de formation des spécialistes de la marine (Centrum Wyszkolenia Specjalistów Floty).
Après la fin des hostilités, il décide de rester à l'Ouest. En 1946 il est le cofondateur ainsi que le premier secrétaire de la Société de la Marine de guerre (Stowarzyszenie Marynarki Wojennej), démobilisé avec le grade de capitaine de frégate, il ouvre un bureau du droit commercial en Grande-Bretagne.
En 1952, il s'installe au Canada où il termine ses études à l'université d'Ottawa, il se spécialise dans la resocialisation des jeunes, dans les années 1966-1976 il enseigne à l'université. Naturalisé canadien, il est conseiller du gouvernement du Canada et devient membre de Royal Canadian Naval Reserve. Ce n'est qu'en 1974 qu'il revient pour la première fois en Pologne.
Jerzy Koziołkowski meurt subitement, le 27 juillet 1990, lors d'une visite chez sa famille à Tarnów.

## Promotions militaires
| enseigne de vaisseau de deuxième classe (podporucznik) | 15 août 1932 |
| enseigne de vaisseau de première classe (porucznik)    | 3 mai 1935   |
| lieutenant de vaisseau (kapitan)                       | 3 mai 1940   |
| capitaine de corvette (komandor podporucznik)          | 3 mai 1944   |
| capitaine de frégate (komandor porucznik)              |              |

## Distinctions
- Croix d'argent de l'Ordre militaire de Virtuti Militari
- Croix de la Valeur (Krzyż Walecznych) - 3 fois
- Croix d'argent du mérite (Brązowy Krzyż Zasługi)
- Médaille maritime (Medal Morski) - 4 fois
- Distinguished Service Cross and Bar